# Mühleholz

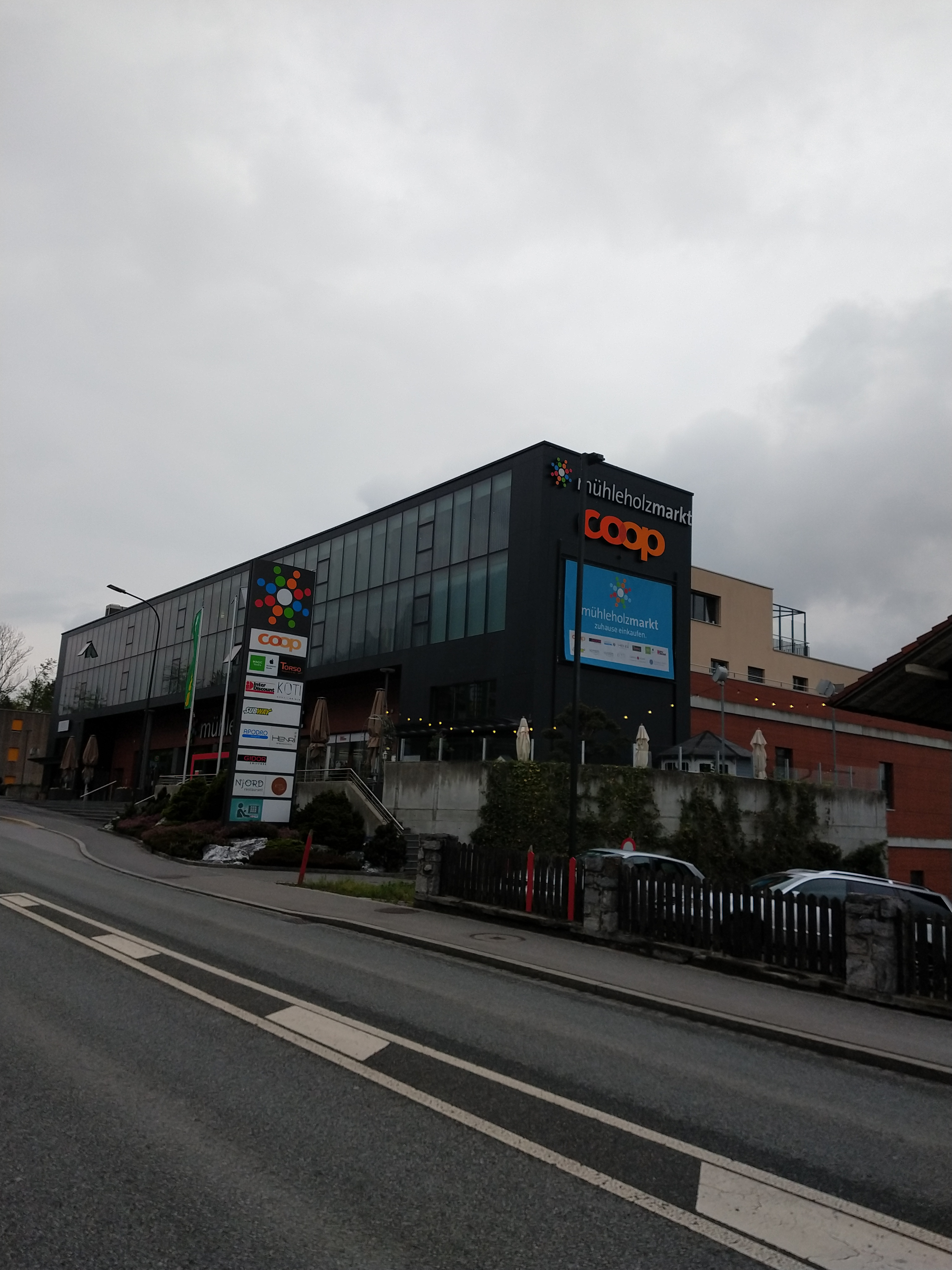
Einkaufszentrum Mühleholz

Mühleholz (Dialekt: Möliholz) ist ein Ortsteil der Gemeinde Vaduz im Fürstentum Liechtenstein.

## Geographie
Die nördlich des Vaduzer Ortskerns gelegene Siedlung schliesst direkt an die Gemeinde Schaan an. Im Süden liegt der Vaduzer Ortsteil Ebenholz, der durch einen Grünzug von Mühleholz getrennt ist. Westlich der Siedlung bildet der Rhein die Landesgrenze zur Schweiz. Im Osten befinden sich Ausläufer der Bergkette Drei Schwestern. Mühleholz wird durch die liechtensteinische Landstrasse in das Obere und Untere Mühleholz geteilt.

## Geschichte
Mühleholz wurde im Jahr 1482 zum ersten Mal erwähnt. Der Ort gehörte bis zur liechtensteinischen Grenzrevision 1952 zum Teil zur Gemeinde Schaan.
Am Mölibach, der später eingedolt wurde, entstand ab dem Mittelalter der bis Mitte des 20. Jahrhunderts wichtigste Gewerbestandort Liechtensteins. Heute befinden sich in Mühleholz unter anderem das Liechtensteinische Gymnasium, eine Realschule und ein Einkaufszentrum.

## Sport
Der Fussballverein Kickers Mühleholz stammte aus dem Ort.